# Грендаль, Дмитрий Давыдович
Дмитрий Давыдович Грендаль (7 ноября 1898, Свеаборг, Великое княжество Финляндское, Российская империя — 1975, Москва) — советский военачальник, генерал-лейтенант авиации (28.09.1943).

## Биография

### Первая мировая и Гражданская войны
Русский, из дворянской семьи шведского происхождения.
Брат — Владимир Давыдович Грендаль, российский и советский военный деятель, учёный-артиллерист, генерал-полковник артиллерии.
Дмитрий Давыдович окончил Псковский кадетский корпус (1916). Участник Первой мировой войны. Красногвардеец (декабрь 1917 — июнь 1918). Участник Гражданской войны. Воевал «против германских оккупантов и сев. белой армии 1918 и 1919 гг. при группе Травинского, против поляков и бело-литовцев в XV и XVI арм. в 1919—1920 г., против Махно и Врангеля в составе XII и XI армий 1920-21 г.». Начальник артиллерийской команды (июнь 1918 — июнь 1920), командир десантного отряда (июнь 1920 — январь 1921), помощник командира бронепоезда (январь — март 1921).

### Межвоенные годы
В 1921 году поступил, а в 1922 году окончил Военную школу лётчиков-наблюдателей. Летчик-наблюдатель и заместитель командира отряда (октябрь 1922 — июль 1924), помощник начальника оперативной части ВВС Ленинградского ВО (июль 1924 — ноябрь 1926), 3-го отдела 1-го управления штаба РККА (ноябрь 1926 — сентябрь 1927), член ВКП(б) с 1924 года. В 1927 году поступил, а в 1930 году окончил Военную академию им. М. В. Фрунзе. Начальник учебно-лётного отдела Военной школы летчиков (апрель — ноябрь 1930), начальник штаба авиационной бригады (ноябрь 1930 — ноябрь 1931), помощник начальника 3-го сектора 1-го управления штаба РККА (ноябрь 1931 — сентябрь 1933), помощник начальника 3-го отдела Генштаба РККА (сентябрь 1933 — март 1936), начальник 1-го отдела штаба ВВС армии (март — октябрь 1936).

Генерал-майор авиации Д. Д. Грендаль 1943 г.

В 1936 году поступил, а в 1938 году окончил Военную Академию Генштаба. Преподаватель тактики авиации Военной академии им. М. В. Фрунзе (октябрь 1938 — декабрь 1939), с декабря 1939 заместитель начальника оперативного отдела штаба ВВС Красной армии. Постановлением СНК СССР № 945 от 04.06.1940 присвоено звание генерал-майор авиации 14 июня 1940 года за успешное выполнение заданий командования был награждён орденом Красного Знамени.

### Великая Отечественная война
В июне 1941 года заместитель начальника 1-го отдела штаба ВВС. В 1942 году начальник 1-го отдела штаба воздушных сил. В 1943 году заместитель начальника 1-го отдела штаба воздушных сил. В 1944 году заместитель начальника штаба военно-воздушных сил по разведке.

 «Имея большой практический опыт, воспитывает своих подчиненных командиров и начальников разведывательных отделов Воздушных армий, учит их, как добывать и правильно обрабатывать данные разведки, неоднократно вылетая для этой работы в Разведотделы Воздушных Армий и передовые аэродромы разведывательных авиационных частей» — из наградного листа от 26.10.1942
После войны продолжал службу в армии. С 1959 в отставке. Жил в Подмосковье в офицерском посёлке Шереметьевский (Долгопрудный).
Скончался в 1975 году. Похоронен на Химкинском кладбище.

## Награды

### СССР
- орден Ленина (21.02.1945)[5][6]
- три ордена Красного Знамени (14.06.1940[7], 03.11.1944[5][8], 24.06.1948[5])
- орден Богдана Хмельницкого II степени (18.08.1945)[9]
- орден Отечественной войны I степени (28.02.1944)[10]
- орден Красной Звезды (23.11.1942)[11][12]
- медали в том числе:
  - «XX лет Рабоче-Крестьянской Красной Армии» (1938)
  - «За оборону Москвы»
  - «За оборону Сталинграда»
  - «За Победу над Германией в Великой Отечественной войне 1941—1945 гг.» (20.06.1945)[13]
  - «За взятие Кёнигсберга»

Российской империи
Георгиевский крест 4-й степени
Других государств
- Орден «Легион почёта» (США) (май 1945).